# Kayalpattinam
Kayalpattinam (en tamil: காயல்பட்டினம் ) es una localidad de la India en el distrito de Thoothukudi, estado de Tamil Nadu.

## Geografía
Se encuentra a una altitud de 5 m s. n. m. a 663 km de la capital estatal, Chennai, en la zona horaria UTC +5:30.

## Demografía
Según estimación 2010 contaba con una población de 40 923 habitantes.